# Bill Burr
William Frederick Burr (Canton, 10 de junho de 1968) é um comediante, ator e podcaster americano. Para além do stand-up, Bill é conhecido por interpretar Patrick Kuby na série Breaking Bad (2008–2013), e por ter criado e protagonizar a série de animação da Netflix, F Is for Family (2015 – presente). Foi um co-fundador da All Things Comedy, e interpreta o papel de Mayfeld na série Star Wars The Mandalorian . Em maio de 2007 lançou o podcast The Monday Morning Podcast.

## Primeiros anos
William Frederick Burr nasceu em 10 de junho de 1968,  em Canton, Massachusetts, filho da enfermeira Linda Ann (nome de solteira, Wigent) e do dentista Robert Edmund Burr. Ele é descendente principalmente de irlandeses com alguma ascendência alemã. Ele terminou o ensino secundário em 1987. Em 1993, licenciou-se em Rádio na Emerson College, em Boston, Massachusetts . Ele trabalhou em armazéns antes de iniciar sua carreira de comédia, afirmando mais tarde que gostava da liberdade do trabalho: "Quando o meu chefe me chateava, eu podia entrar na empilhadora e ir para longe dele".

## Carreira
A carreira de comédia de Burr começou em 1992. Ele mudou-se para Nova Iorque em 1994. Desde maio de 2007, Burr grava um podcast semanal de uma hora, o Monday Morning Podcast, no qual fala sobre as suas experiências, notícias, experiências nas suas digressões e desporto e oferece conselhos a perguntas enviadas pelos ouvintes. O podcast está disponível no site da Burr e na rede All Things Comedy . Às vezes, a sua mulher Nia junta-se a ele e tem convidados e entrevistas com outros comediantes. Burr estreou um novo podcast que apresenta com Bert Kreischer, chamado Bill Bert Podcast, em outubro de 2019.
Burr também aparece como convidado em programas de rádio e podcasts de outros comediantes, como Opie e Anthony, You Made It Weird com Pete Holmes, Adam Carolla Show, The Joe Rogan Experience, WTF With Marc Maron, The Nerdist Podcast, The Adam Buxton Podcast, e Nobody Likes Onions . Burr também foi o primeiro convidado do podcast de Tom Green . Em 18 de abril de 2011, ele foi convidado a apresentar um episódio do podcast Hollywood Babble-On ao com Ralph Garman .

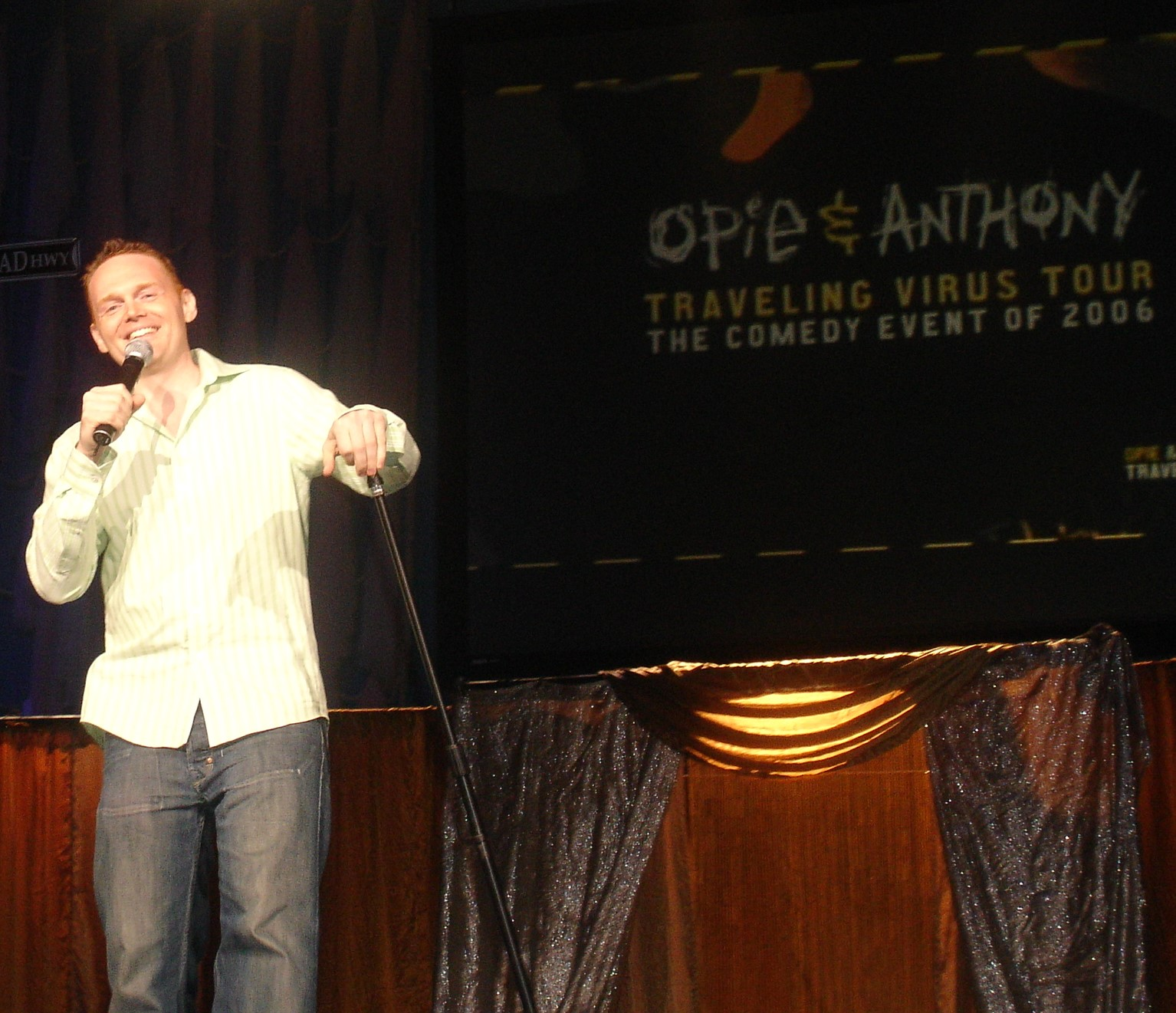
Rebarba no palco em agosto de 2006

Em 2008,  Burr fez a voz de Jason Michaels,um motoqueiro da Gangue "The Lost" que aparece no jogo Grand Theft Auto IV Em 2009, ele  retomou o papel no pacote de expansão The Lost and Damned.
O primeiro especial de uma hora de Burr, Why Do I Do This? (2008), foi filmado em Nova Iorque. O especial de Burr, Let it Go, foi gravado no The Fillmore em São Francisco e estreou na Comedy Central em 18 de setembro de 2010. Um especial posterior, You People Are All The Same, estreou em 2012 como exclusivo da Netflix . Em 2014, Burr filmou o seu quarto especial de comédia, I'm Sorry You Feel That Way no Tabernacle Theatre, em Atlanta, Geórgia. Invulgarmente para especiais de comédia modernos, o filme foi rodado em preto e branco. Ele era um convidado frequente do Chappelle's Show.
Burr aparece no filme Date Night como Detetive Walsh. Ele também aparece na quarta e quinta temporadas de Breaking Bad como Patrick Kuby . Ele interpretou Mark Mullins no filme policial de 2013 The Heat .
Ele faz a voz de Frank Murphy em F Is for Family, que estreou na Netflix em 18 de dezembro de 2015. O programa, uma comédia animada, baseia-se na comédia de Burr e no "absurdo do politicamente correto . A quarta temporada da série animada estreou na Netflix em 12 de junho de 2020. Burr escreve e é produtor executivo da série com Michael Price. O quinto especial de comédia de Burr, Bill Burr: Walk Your Way Out, estreou na Netflix em 31 de janeiro de 2017. Ele apareceu no terceiro episódio (intitulado "Bill Burr") da segunda temporada da série Crashing da HBO.
O sexto especial de comédia de Burr, Bill Burr: Paper Tiger, estreou na Netflix em 10 de setembro de 2019. Em dezembro de 2019, ele interpretou o personagem Mayfeld no sexto episódio da série Disney +, The Mandalorian .

## Vida pessoal
Burr casou-se com a atriz e produtora Nia Hill em 2013. A sua filha, Lola, nasceu em 20 de janeiro de 2017. Bill e Nia também têm um filho nascido em junho de 2020. Eles residem em Los Angeles. Às vezes, Hill aparece como convidado no podcast de Burr.
No seu tempo livre, Burr toca bateria e é um piloto de helicóptero licenciado. Ele é fã da banda AC / DC e frequentemente cita o falecido John Bonham, baterista do Led Zeppelin, como a sua inspiração para tocar bateria no seu podcast. Ele gosta de música heavy metal e de charutos. Burr declarou no seu podcast de 26 de março de 2012 que votou em Ralph Nader nas eleições presidenciais de 2000 nos Estados Unidos.

## Filmografia

### Cinema
| Ano  | Título                    | Função               | Notas                     |
| ---- | ------------------------- | -------------------- | ------------------------- |
| 2001 | Perfect Fit               | Guardião da Porta    | Creditado como Billy Burr |
| 2002 | Passionada                | Jogador de Blackjack |                           |
| 2007 | Fortune Twisted           |                      |                           |
| 2010 | Date Night                | Detetive Walsh       |                           |
| 2011 | Cheat                     | Billy                | Curta-metragem            |
| 2012 | Stand Up Guys             | Larry                |                           |
| 2013 | The Heat                  | Mark Mullins         |                           |
| 2014 | Walk of Shame             | Agente Walter        |                           |
| 2014 | Zombeavers                | Joseph               |                           |
| 2014 | Black or White            | Rick Reynolds        |                           |
| 2015 | Daddy's Home              | Jerry                |                           |
| 2017 | Daddy's Home 2            | Jerry                |                           |
| 2018 | The Front Runner          | Pete Murphy          |                           |
| 2020 | The King of Staten Island | Ray                  |                           |
| TBA  | The Opening Act           | Barry                | Pós-produção              |

### Televisão
| Ano       | Título                                   | Papel                         | Notas                                                              |
| --------- | ---------------------------------------- | ----------------------------- | ------------------------------------------------------------------ |
| 1996      | Townies                                  | Ryan Callahan                 | 15 episódios Creditado como Billy Burr                             |
| 1998      | Two Guys and a Girl                      | Fitzey                        | Episódio: "Two Guys, a Girl and a Party" Creditado como Billy Burr |
| 2002      | Law & Order: Criminal Intent             | Jogger                        | Episódio: "Maledictus"                                             |
| 2004      | Chappelle's Show                         | Várias personagens            | 3 episódios                                                        |
| 2006      | Jamie Foxx Presents Laffapalooza         | Ele próprio e argumentista    | 1 episódio                                                         |
| 2011–2013 | Breaking Bad                             | Patrick Kuby                  | 5 episódios                                                        |
| 2013–2016 | New Girl                                 | Bobby                         | 2 episódios                                                        |
| 2014      | Maron                                    | Ele próprio                   | Episódio: "The Joke"                                               |
| 2014      | Comedians in Cars Getting Coffee         | Ele próprio                   | Episódio: Smoking Past the Band                                    |
| 2014–2015 | Kroll Show                               | Detective Smart               | 6 episódios                                                        |
| 2015      | The Jim Gaffigan Show                    | Ele próprio                   | Episódio: "My Friend the Priest"                                   |
| 2015–2021 | F Is for Family                          | Frank Murphy (voz)            | Criador e argumentista 26 episódios                                |
| 2016      | The Simpsons                             | Fã de Futebol de Boston (voz) | Episódio: "The Town"                                               |
| 2018      | Crashing                                 | Ele próprio                   | Episódio: "Bill Burr"                                              |
| 2018      | I Love You, America with Sarah Silverman | Ele próprio                   | Episódio: "S1 E14 - 9/27/18"                                       |
| 2019-20   | The Mandalorian                          | Mayfeld                       | Episódio: "Chapter 6: The Prisoner" & "Chapter 15: The Believer"   |

### Videojogos
| Ano  | Título                                   | Papel                |
| ---- | ---------------------------------------- | -------------------- |
| 2008 | Grand Theft Auto IV                      | Jason Michaels (voz) |
| 2009 | Grand Theft Auto IV: The Lost and Damned | Jason Michaels (voz) |

## Álbuns e Especiais de Comédia
| Ano  | Título                      | Notas                         |
| ---- | --------------------------- | ----------------------------- |
| 2003 | Emotionally Unavailable     | CD                            |
| 2003 | Comedy Central Presents     | Stand-up de meia hora         |
| 2005 | One Night Stand             | Stand-up de meia hora         |
| 2008 | Why Do I Do This?           | Primeiro especial de comédia  |
| 2010 | Let It Go                   | Segundo especial de comédia   |
| 2011 | Live At Andrew's House      | Vinil com lançamento limitado |
| 2012 | You People Are All the Same | Terceiro especial de comédia  |
| 2014 | I'm Sorry You Feel That Way | Quarto especial de comédia    |
| 2017 | Walk Your Way Out           | Quinto especial de comédia    |
| 2019 | Paper Tiger                 | Sexto especial de comédia     |